# Il libro dei fatti
Il Libro dei fatti, in lingua originale inglese The World Almanac and Book of Facts, è un almanacco pubblicato la prima volta nel 1868 dal quotidiano statunitense New York World. Il libro fornisce una raccolta di informazioni riguardanti fatti sportivi, politici ed economici di rilevanza mondiale e nazionale. La pubblicazione dell'edizione in lingua inglese è stata interrotta tra il 1876 e il 1885, fino a quando, nel 1886, Joseph Pulitzer non ne riprese la diffusione dopo aver rilevato il quotidiano nel 1883.
L'edizione in italiano del libro è pubblicata con cadenza annuale dal 1991 con il titolo "Libro dei fatti" dalle edizioni Adnkronos, fino al 1995 in collaborazione con Rai Eri.

## Storia
La prima edizione del The World Almanac  (L'Almanacco Mondiale) fu pubblicata dal periodico New York World nel 1868, tre anni dopo la fine della Guerra di Secessione e dall'assassinio del presidente Abraham Lincoln.
Nel 1876 la pubblicazione è stata interrotta, per riprendere nel 1886. Nel 1906, il New York Times, riportando la pubblicazione della 20ª edizione, disse che "l'almanacco ha fatto per sé una posizione sicura, superato solo dal Whitaker's Almanack di Londra, con il quale può avere solo comparazioni.
Nel 1923, il nome cambiò in quello attuale, The World Almanac and Book of Facts (L'Almanacco Mondiale e Libro dei Fatti).
Delle fotografie hanno dimostrato che i presidenti John Fitzgerald Kennedy e Bill Clinton lo abbiano anche utilizzato come ricorso.
Il New York World si fuse con l'impresa Scripps, responsabile dei telegrammi nella città, per formare il New York World-Telegram nel 1931. Il Libro dei Fatti sopravvisse alla chiusura del World-Telegram nel 1966.
A fine dicembre 1984, l'edizione del 1985 fu inserito dal New York Times nella propria lista di best seller con oltre 1.760.000 di copie vendute.
Il Libro dei Fatti per i giovani è pubblicato annualmente dal 1995.
Nel 1993 Scripps vendette il Libro alla compagnia K-III Communications (poi chiamata Primedia). Più tardi, il Libro dei Fatti fu venduto alla Ripplewood Holdings' WRC Media nel 1999. Ripplewood comprò la selezione del Reader's Digest ed il Libro fu prodotto dal World Almanac Education Group (Almanacco Mondiale Gruppo di Educazione), che era proprietà del The Reader's Digest Association.
Infine, il Libro dei Fatti fu venduto a Infobase Publishing nel 2009.